# Simulium quatturodecimfilum
Simulium quatturodecimfilum es una especie de insecto del género Simulium, familia Simuliidae, orden Diptera.
Fue descrita científicamente por Rubtsov, 1947.